# Oscar Rauch
Oskar Rauch (5 settembre 1907 – Winterthur, 31 dicembre 1990) è stato un calciatore svizzero, di ruolo attaccante.